# Labops
Labops is een geslacht van wantsen uit de familie van de Miridae (Blindwantsen). Het geslacht werd voor het eerst wetenschappelijk beschreven door Burmeister in 1835.

## Soorten
Het genus bevat de volgende soorten:

- Labops bami Kulik, 1979
- Labops brooksi Slater, 1954
- Labops burmeisteri Stål, 1858
- Labops chelifer Slater, 1954
- Labops hesperius Uhler, 1872
- Labops hirtus Knight, 1922
- Labops kerzhneri Vinokurov, 2010
- Labops nivchorum Kerzhner, 1988
- Labops sahlbergii (Fallén, 1829)
- Labops setosus Reuter, 1891
- Labops tumidifrons Knight, 1922
- Labops utahensis Slater, 1954
- Labops verae Knight, 1929